# Carl Julian von Graba
Carl Julian (von) Graba (* 17. Februar 1799 in Itzehoe; † 30. März 1874 in Kiel), königlich dänischer Justizrat, ist bekannt als einer der ersten neuzeitlichen Färöer-Forscher.

## Leben
Graba – Sohn eines dänischen Offiziers – wuchs in Itzehoe auf und studierte nach dem Besuch des Lübecker Katharineums ab 1817 Jura an der Christian-Albrechts-Universität zu Kiel. 1828 reiste er auf die damals beinahe unbekannten Färöer und lebte dort drei Monate, in denen er die Natur und vor allem die färöische Vogelwelt erforschte. Seine Aufzeichnungen wurden 1830 unter dem Titel Tagebuch, geführt auf einer Reise nach Farö im Jahre 1828 in Hamburg veröffentlicht und 1987 ins Färöische übersetzt.
Danach arbeitete er wieder als Beamter, ging später nach Reinbek bei Hamburg und nach seiner Pensionierung zurück nach Kiel, wo er 1874 starb. 1993 wurde sein Färöer-Buch unter dem gleichen Titel wie damals in Kiel nachgedruckt. Ein Journalist der Kieler Nachrichten schrieb 1999 dazu: „Sein kleines Werk ist noch heute, nach mehr als 150 Jahren, anerkannt und nicht überholt“.
Carl Julian von Graba hatte einen Sohn namens Hermann (1833–1908).

## Werke
- Tagebuch, geführt auf einer Reise nach Färö im Jahre 1828. Perthes & Besser, Hamburg 1830. 
  - Reprographischer Nachdruck: Tagebuch, geführt auf einer Reise nach Färö im Jahre 1828. Jahresgabe 1993 für die Mitglieder des Deutsch-Färöischen Freundeskreises e. V.
 Butt, Kiel 1993, ISBN 3-926099-26-7
- Theorie und Praxis des gemeinen deutschen Criminalrechts im neunzehnten Jahrhundert: in merkwürdigen Strafrechtsfällen dargestellt und bearbeitet. Perthes-Besser & Mauke, Hamburg 1838.
- Andeutungen, die Reform der Freiheits-Strafen in den Herzogthümern Schleswig und Holstein betreffend. Schwers, Kiel 1840.
- Actenmäßige Darstellung des wider Jochim Hinrich Ramcke, Anna Maria Ramcke und Hinrich Ladiges aus Halstenbeck wegen Mordes und Brandstiftung geführten Criminalprozesses. Bünsow, Kiel 1844.
- Hartwig von Reventlau. Dramatische Dichtung in 5 Acten. Schwerssche Buchhandlung, Kiel 1846.